# Super Bowl XXXV
Match précédent Match suivant
Le Super Bowl XXXV est l'ultime partie de la saison 2000 de la NFL de football américain (NFL). Le match s'est joué le 28 janvier 2001 au Raymond James Stadium de Tampa Bay en Floride.
Elle oppose les Ravens de Baltimore aux Giants de New York par un score de 34 à 7.
Les Ravens rejoignent les Dolphins de Miami au Super Bowl VII et les Steelers de Pittsburgh au Super Bowl IX comme seules équipes dans l'histoire du Super Bowl à ne pas encaisser de points de l'attaque adverse. Les trois équipes encaissèrent des points sur équipe spéciale. Baltimore encaissa seulement 152 yards en attaque par les Giants (le 3e plus petit total du Super Bowl), et force 5 pertes de ballons et 4 sacks.

## Résumé du match
| Score  | Q1 | Q2 | Q3 | Q4 | Total |
| Ravens | 7  | 3  | 14 | 10 | 34    |
| Giants | 0  | 0  | 7  | 0  | 7     |

- Premier quart-temps :
  - BAL : Touchdown de Brandon Stokley sur une passe de Trent Dilfer de 38 yards (transformation de Matt Stover), 6:50 : Ravens 7 - Giants 0.
- Deuxième quart-temps :
  - BAL : Field goal de Matt Stover de 47 yards, 1:41 : Ravens 10 - Giants 0.
- Troisième quart-temps :
  - BAL : Touchdown de Duane Starks, retour d'interception de 49 yards (transformation de Matt Stover), 3:49 : Ravens 17 - Giants 0.
  - NYG : Touchdown de Ron Dixon, retour de kickoff de 94 yards (transformation de Brad Daluiso), 3:31 : Ravens 17 - Giants 7.
  - BAL : Touchdown de Jamal Lewis, retour de kickoff de 84 yards (transformation de Matt Stover), 3:13 : Ravens 24 - Giants 7.
- Quatrième quart-temps :
  - BAL : Touchdown de Jamal Lewis, course de 3 yards (transformation de Matt Stover), 8:45 : Ravens 31 - Giants 7.
  - BAL : Field goal de Matt Stover de 34 yards, 5:27 : Ravens 34 - Giants 7.

## Titulaires
| Baltimore       | Postes  | New York        |
| --------------- | ------- | --------------- |
| Attaque         |         |                 |
| Qadry Ismail    | WR      | Amani Toomer    |
| Jonathan Ogden  | LT      | Lomas Brown     |
| Edwin Mulitalo  | LG      | Glenn Parker    |
| Jeff Mitchell   | C       | Dusty Zeigler   |
| Mike Flynn      | RG      | Ron Stone       |
| Harry Swayne    | RT      | Luke Petitgout  |
| Shannon Sharpe  | TE / WR | Ike Hilliard    |
| Brandon Stokley | WR      | Ron Dixon       |
| Trent Dilfer    | QB      | Kerry Collins   |
| Sam Gash        | FB      | Greg Comella    |
| Priest Holmes   | RB      | Tiki Barber     |
| Défense         |         |                 |
| Rob Burnett     | DE      | Michael Strahan |
| Sam Adams       | DT      | Christian Peter |
| Tony Siragusa   | DT      | Keith Hamilton  |
| Michael McCrary | DE      | Cedric Jones    |
| Peter Boulware  | LB      | Micheal Barrow  |
| Ray Lewis       | LB      | Jessie Armstead |
| Jamie Sharper   | LB      | Ryan Phillips   |
| Duane Starks    | CB      | Dave Thomas     |
| Chris McAlister | CB      | Jason Sehorn    |
| Kim Herring     | SS      | Sam Garnes      |
| Rod Woodson     | FS      | Shaun Williams  |

### Lien  externe
- (en) Super Bowl